# 롤란트 하텐베르거
롤란트 하텐베르거(독일어: Roland Hattenberger, 1948년 12월 7일, 티롤 주 옌바흐 ~)는 오스트리아의 전직 축구 선수이다.

## 클럽 경력
티롤 주 옌바흐 출신인 하텐베르거는 하부 리그의 바텐스에서 프로 무대 신고식을 치르고, 1971년에 오스트리아 분데스리가의 인스브루크로 이적했다. 3년 후, 그는 독일 분데스리가 구단의 제의를 받아 포르투나 쾰른과 슈투트가르트에서 도합 7년을 보냈다. 1981년, 그는 인스브루크로 복귀했고, 1987년에 쿠프슈타인에서 은퇴했다.

## 국가대표팀 경력
그는 1972년 6월에 스웨덴을 상대로 오스트리아 국가대표팀 첫 경기를 치렀고, 1978년과 1982년에 2차례 월드컵에 참가했다. 그는 국가대표팀 경기에 51번 출전해 3골을 넣었다. 그의 마지막 국가대표팀 경기는 1982년 6월 28일에 열린 프랑스와의 월드컵 경기였다.
그의 아들 마티아스 하텐베르거도 축구 선수로 활동했으며 2012년에 에르슈테 리가의 퍼스트 비엔나에서 은퇴했다.

## 수상
인스브루크
- 오스트리아 분데스리가: 1971–72, 1972–73
- ÖFB 컵: 1972–73